# Історія Слобідської України
«Історія Слобідської України»  — історична праця Дмитра Івановича Багалія. Книга обіймає широке коло історико-географічних, соціально-економічних і культурних питань розвитку Слобідської України — від заселення краю до початку XX ст.

## Джерельна база
Джерельна база книги досить різноманітна:
- по-перше, це археологічні та археографічні джерела, знайдені та досліджені самим Д.Багалієм;
- по-друге, фольклор та літописи (зокрема, Літопис Самовидця та Літопис Самійла Величка);
- по-третє, це опрацювання наукової спадщини попередників (роботи І. І. Квітки, Г. Ф. Квітки-Основ'яненка, о. Філарета, І.Срезневського, П.Головінського та ін.).

## Історія створення
Процес створення книги «Історія Слобідської України» припадає на бурхливу атмосферу революційних подій 1917 р., коли перед населенням та різноманітними партіями постало питання про національне самовизначення. Швидкими темпами зростав попит на україномовну літературу. Одним із осередків її видання стало видавництво Харківського кредитного союзу кооперативів «Союз». Д.Багалій, В.Талієв та А.Челінцев були у складі редколегії. Саме на замовлення цього видавництва і була написана «Історія Слобідської України».
Самого рукопису твору не знайдено, а тому визначити час написання роботи досить складно. Дану проблему розглядав Кравченко, який дійшов до висновку (за основу брав підказки із самого змісту книги), що праця була написана в середині або другій половині 1917 р., тобто в мінімально стислі строки. Цей поспіх відбився у редакції тексту: стилістичні і граматичні помилки, переобтяженість деяких розділів фактичним матеріалом тощо.

## Характеристика роботи

### Мета створення
У передмові до книги автор пише для кого саме вона створена: 
|  | «Історію Слобідської України треба знати і нашій інтелігенції, котра працюватиме серед слободсько-українського населення, і самому народові, котрий своєю кров’ю обороняв цю країну від ворогів. Обробляючи землю, він полива її своїм потом, творив історію, а тепер захоче і повинен буде її знати, бо сам нині куватиме свою долю, своє щастя, свою волю.» |

Тобто, головною метою виступала саме просвітницька, оскільки автор хотів показати історичні корені одного з найбільш русифікованих народів, його належність до українського етнічного і культурного тіла.
У центрі уваги автора стоїть народ, особливо його широкі верстви. Зі співчуттям до простих людей дослідник змальовує поневіряння переселенців, тривожне і небезпечне життя на степовому кордоні, поступове закріпачення. Ця робота відбиває народницькі елементи світогляду Д.Багалія.

### Особливість
Важливою особливістю «Історії Слобідської України» є документалізм. На основі принципу «Хай джерела говорять самі за себе» автор уводив у роботу широкий фактичний матеріал . Це, з одного боку, підносить значення праці, оскільки виступає гарантом об'єктивності монографії, проте, з іншого боку, архівний матеріал утруднює сприйняття змісту.

### Зміст праці
«Історія Слобідської України» має незвичну структуру. Аналізуючи її, можна сказати, що в цій праці хронологічний принцип викладу матеріалу підкоряється проблемно-тематичному, проте це не заважає отримати досить повне уявлення історичного розвитку Слобожанщини. Робота складається із 13 розділів-нарисів, які майже однакові за обсягом, але різні за широтою проблематики. Кожний розділ, в свою чергу, поділяється на ряд підпунктів.

#### Розділ 1. Географічний нарис Слобідської України і початок її заселення
На початку автор зазначає, що поняття «Україна» найкраще підходить для цього регіону, бо Слобожанщина — це «окраїна». Потім йде докладний географічний опис: річки, струмки, взгір'я, ліси, — та їх вплив на розселення. Наприклад, ліс захищав від татарських набігів, річки давали найголовніше — воду, тому це були головні осередки поселень. Увага приділяється московському заселенню території у XVI — початок XVII ст. та українському (переселенці з Польщі).

#### Розділ 2. Заселення Слобідської України з другої пол. XVII до кінця XVIIIст.
Розповідається про переселення (1651 р. і 1659 р.) українців за царя Олексія Михайловича й утворення ними п'яти полків: Харківського, Охтирського, Сумського, Ізюмського, Острогозького. Людям важко було покидати свої домівки, підтвердженням цього були складені в цей час пісні (Багалій наводить декілька з них). Детально розповідається про заснування кожного міста (1652 р. — Острогозьк, Суми; 1654 р. — Харків, Охтирка). Не останню роль в заселені та охороні кордонів належало монастирям (Святогірський, Сіннянський). Московська держава приймала пряму роль у освоєнні регіону (інколи навіть надавала зброю). Розписано про жалувані грамоти полкам, які позитивно впливали на освоєння Слобожанщини та утвердження власних звичаїв (могли займатися різними промислами, тримати землю без всяких мит; єдиний обов'язок — військова служба).

#### Розділ 3. Боротьба з татарами
Слобожанщина, охороняючи кордони, першою приймала набіги татар. Через це регіон розвивався повільно, оскільки важко було поєднувати хліборобство з військовою працею. Детально описуються страшні набіги 1680 р. і 1691 р., коли були сплюндровані цілі міста і села, захоплено сотні невільників, уведено майже всю худобу (забирали навіть вулики з бджолами). Про тяжку долю невільників у Криму та їх спроби втечі можна дізнатися з наведених у розділі народних дум. Для захисту будувалися фортеці, обносилися глибоким ровом. Службу несли як козаки, так і прості жителі.

#### Розділ 4. Автономія
Автономія Слобожанщини була значно меншою ніж Гетьманщини. Головна причина, на думку Багалія, це поступове заселення регіону. Кожний полковник з п'яти полків мав значну владу у своїй окрузі, їм бракувало централізованого центру. На чолі полкового уряду стояли виборчі полковники і полкова старшина. Полковник відав устроєм свого полку, здійснював судові функції, міг роздавати землі. Полковничими клейнодами були пернач, корогва, печатка і булава. До полкової старшини належали обозний, суддя, осавула, хорунжий, 2 писаря. Наводячи імена полковників, автор зазначає, що були ті, які служили для добра народу (Г.Донець, І.Кондратьєв), і ті, які хотіли лише наживитися (Перекрестов). У вибори полковників міг втручатися цар. При козацькому урядові існував московський воєводо-приказний. Поступово почався наступ на права полків, а вже за часів правління Анни та Катерини II автономія була ліквідована.

#### Розділ 5. Соціальний устрій і суспільний стан
Порівнюється Соціальний устрій Слобожанщини та Гетьманщини — дуже схожі. Детально описуються (з ілюстраціями) стани: міщани, селяни, козаки (компанейці, підпомошники, державні піддані). Їх кількісних склад та участь у економічному житті. Багалій наголошує, що в цей період і на Слобожанщині існували різні форми відробітку: панщина, возили дрова, гатили греблі, інколи віддавали хлібом тощо. На деяких слобідках ніякого відробітку не було. Були проведені соціальні реформи царицями Анною та Катериною II (козаки і підпомошники переведені до військових обивателів, обкладені подушним податком; пізніше військові обивателі, в залежності від статків, мали записуватися до стану міщан чи купецтва).

#### Розділ 6. Вибори до єкатеринської Комісії для укладання нового «Уложенія» і накази слобожанських представників
1767 р. Катерина II зібрала представників з усієї Росії для створення нового «Уложенія». Слободсько-Українською губернією тоді правив реформатор Щербінін. Обрано було 15 представників: 7 — від козацької старшини і дворянства, 8 — від військових або казенних обивателів. До Москви вони повезли із собою прохання про суспільні справи, накази та свої уповноваження. Окремими підпунктами автор розповідає про накази дворянських, міських та військових представників.

#### Розділ 7. Промисли, ремесла та торгівля
Козаки, переселяючись на Слобожанщину, принесли сюди своє господарство
і промисли. Головним промислом цього регіону було землеробство (ґрунти — чорноземи) і викурювання горілки (ця пільга була закріплена за ними ще жалуваними грамотами). Розвивалось садівництво (груші, яблука, виноград), скотарство (воли, корови, свині, вівці, кози), бджільництво. У зв'язку із землеробством значну роль відігравав і млинарський промисел; окремі регіони спеціалізувалися на дегтярстві та здобуванні селітри. Поширені ремесла: ткацтво, гончарство, чоботарство, ковальство та інші. Поширена торгівля, особливо ярмарки.

#### Розділ 8. Земельна власність
Основою економічного життя Слобожанщини була земельна власність. Право на землю було пов'язано із її заселенням. Коли засновувалось нове місто, то за ним закріплювалася окружна земля. 3амість великоросійського по місницького землеволодіння тут існувало заїмочне, тобто займанщина — законне право займати будь-які угіддя. Це підтверджувалося і жалуваними грамотами. У грамоті 1682 p. Харківському полковникові Донцеві дозволено було заселяти Ізюмський полк українцями Харківського, Охтирського та Сумського полків з тим, щоб вони будували і заселяли міста, розорювали свої землі. Початок панського дворянського землеволодіння (старшинського) було покладено із заснуванням козацького.

#### Розділ 9. Слобожанський побут
Український побут козацької старшини найчастіше мав риси російського дворянства. Життя слобідських полковників відрізнялося багатством і пишністю: скляні вікна, килими, дорогі скатертини, шовкове вбрання тощо. Життя козацтва, селянства та міщанства було чисто українським: хатки-мазанки, дах з очерету чи соломи. Слобожани були дуже віруючими, на храм до церкви сходилися люди з усіх окраїн. Розповідається про обряд заручин.

#### Розділ 10. Духовенство, церква, монастирі
Православна віра була міцно закладена у серці Слобожан. Переселенці привозили з собою священиків, образи, богослужебні книги. Описана церковна ієрархія. Тодішня парафія була живою народною силою, доказом цього є створення нею церковних братств із школами та шпиталями. Братства боронили православну віру, підтримували освіту, допомагали бідним.

#### Розділ 11. Освіта
Уже в 1675 р. в Охтирці з'явилася школа. Школа будувалася біля церкви, навчання вели дяки. Вивчалася церковно-слов'янська та російська грамота, але українською мовою. Поширена була різка. На 1732 р. у чотирьох полках було 124 школи. 1726 р. — засновано Харківський колегіум. Письменники краю — козак Климовський і Г.Сковорода.

#### Розділ 12. Український філософ Григорій Савич Сковорода
Даний розділ повністю присвячений життю і творчості Г.Сковороди, його філософським поглядам.

#### Розділ 13. Харків як українське місто
Щодо національного складу населення, то Д.Багалій стверджує, що великоросійське населення у Харкові було кількісно нестійким, постійно змінювалося. А українці стали справжнім постійним населенням міста, збудували собі будинки, зайнялися ремеслами і торгівлею. Соціальний склад населення XVII ст. поділявся на козаків полкової служби, міщан та цехових робітників. Вища влада — полковник. Згадується про українське національне відродження у Харкові в XIX ст., про видатних діячів культури П. Гулака-Артемовського, Г. Ф. Квітку-Основ'яненка, Я. Щоголєва, А. Метлинського та інших; наведені уривки з їхніх творів.

## Видання
Книга перевидавалася декілька разів. В зв’язку з тим, що змінювалися правила правопису то змінювалася навіть назва, видання 1918 року має назву «Історія Слободської України», видання 1993 року вже було у вигляді «Історія Слобідської України», що частково відкриває тему використання термінів «Слобідщина» та «Слобожанщина». Також у тексті зустрічаються незвичні в наш час форми імен. Наприклад полковник Федір Шидлоський, який фігурує в обох виданнях (1918 р. стор 39, 1993 р. стор.38) як «Хведір», але у іменному показнику (1993 р. стор.253) який був відсутній у ранніх виданнях, фігурує вже як «Федір». Книга є чудовим джерелом української мови початку XX століття. Також у різних виданнях змінювалися кількість ілюстрацій. Мапи видання 1918 року, у виданні 1993 року відсутні зовсім. Нижче надані різні видання книги.
- Історія Слободської України. — Х.: Союз, 1918.— 308 с.:72 іл, 2 мапи. («Культурно-історична бібліотека») [Архівовано 24 січня 2022 у Wayback Machine.];
- Історія Слобідської України/Передмова, коментар В.В. Кравченка; Художник, упоряд. іл. В. О. Ріяка. — Х.: Основа, 1990.— 256 с.:іл . («Пам’ятки історичної думки України»);
- Історія Слобідської України [Архівовано 9 травня 2021 у Wayback Machine.] / Передмова, коментар В.В. Кравченка; Художник, упоряд. іл. В. О. Ріяка. — Х.: Дельта, 1993.— 256 с.:іл . («Пам’ятки історичної думки України»)  ISBN 5-7707-4256-9.
- Історія Слободської України [Архівовано 13 серпня 2020 у Wayback Machine.] / Д. І. Багалій ; передм. та ком. В. Л. Маслійчук ; упорядн. О. О. Савчук. — Харків : Видавець Олександр Савчук, 2019. — XXXII + 400 с., [74 іл., 2 мапи]. — Серія «Слобожанський світ». Випуск 12.